# Claire Nadeau

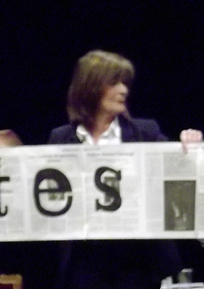
Claire Nadeau (2011)

Claire Nadeau (* 1. Juni 1945 in Paris) ist eine französische Schauspielerin.

## Biographie
1996 wurde sie für den César für ihre Nebenrolle in Nelly & Monsieur Arnaud, nominiert. In den Jahren 1996, 2000 und 2002 wurde sie als beste Nebendarstellerin für den Theaterpreis Molière nominiert, mit dem sie 2010 für ihre Rolle in La Serva amorosa ausgezeichnet wurde.
Nadeau ist verheiratet mit dem Schauspieler Philippe Bruneau. Ihre Tochter Zoé Bruneau ist ebenfalls Schauspielerin. Sie ist die Schwester des Regisseurs Gilles Nadeau.

## Filmografie (Auswahl)
- 1968: Les compagnons de Baal
- 1969: Die Fälle des Monsieur Cabrol (Les cinq dernières minutes; Fernsehserie, 1 Folge)
- 1974: Der große Blonde mit dem blauen Auge (Juliette et Juliette)
- 1976: Unsterbliches Duell (Duelle)
- 1978: Ohne Datenschutz (Le Dossier 51)
- 1981: Rette deine Haut, Killer (Pour le peau d’un flic)
- 1983: Joy – 1 1/2 Stunden wilder Lust (Joy)
- 1986: Ich hasse Schauspieler! (Je hais les acteurs)
- 1989: Der Mann, der sich verdächtig machte (Le suspect)
- 1990: So sind die Tage und der Mond (Il y a des jours... et des lunes)
- 1995: Nelly & Monsieur Arnaud
- 1997: Die Zeitritter – Auf der Suche nach dem heiligen Zahn (Les Couloirs du temps: Les visiteurs 2)
- 1997: Das Leben ist ein Chanson (On connaît la chanson)
- 2003: Liebe auf Französisch (7 ans de mariage)
- 2005: La Crim’ (Fernsehserie, 1 Folge)
- 2007: Endlich Witwe (Enfin veuve)
- 2011: Die Tuschs – Mit Karacho nach Monaco! (Les Tuche)
- 2018:  Ein Becken voller Männer (Le grand bain)
- 2023: Das Nonnenrennen (Juste ciel!)